# Morainvilliers
Morainvilliers è un comune francese di 3 082 abitanti situato nel dipartimento degli Yvelines nella regione dell'Île-de-France.

## Storia

### Simboli
Lo stemma è stato adottato nel 1987 e riunisce i blasoni delle famiglie de Morainvilliers (d'argento, a nove merlotti di nero, 3, 3, 2 e 1) e de Maule (partito d'argento e di rosso, alla bordura di nero, caricata di otto bisanti d'oro), mentre la cosiddetta Croix de l'orme rappresenta l'unione tra Bures e Morainvilliers.

## Società

### Evoluzione demografica
Abitanti censiti